# Göran Sandberg
Göran Sandberg, född 14 juni 1955 i Umeå, är en svensk botaniker och ämbetsman. 
Sandberg, som kommer från ett arbetarhem i Umeå, studerade biologi och kemi vid Umeå Universitet innan han 1981 disputerade i botanik vid Sveriges lantbruksuniversitet (SLU). Efter post-doc-studier i USA och Storbritannien utsågs han 1989 till professor vid institutionen för skoglig genetik och växtfysiologi vid SLU i Umeå.

## Umeå universitet
Åren 2005–2010 var han rektor vid Umeå universitet, där han bland annat drev igenom en tämligen unik satsning på unga (nydisputerade) forskare, Young Researcher Award. I en första etapp 2008 delades 140 miljoner kronor ut som karriärbidrag till 70 forskare, som därmed fick möjlighet att utveckla sin forskning och meritering. Det var också under Sandbergs tid som rektor som universitetet inledde det samarbete med fastighetskoncernen Balticgruppen som ledde till etableringen av en ny Arkitekthögskola som tillsammans med Designhögskolan, Konsthögskolan, Bildmuseet och inkubatorn Sliperiet kommit att utgöra Konstnärligt campus vid Umeå universitet.

## Wallenbergstiftelserna
Göran Sandberg är sedan halvårsskiftet 2010 verkställande ledamot av Knut och Alice Wallenbergs stiftelse. Han är numera också verkställande ledamot i: Tekn. dr Marcus Wallenbergs Stiftelse för utbildning i internationellt industriellt företagande, Berit Wallenbergs Stiftelse, Marcus Wallenbergs stiftelse för internationellt vetenskapligt samarbete samt Ekon. dr Peter Wallenbergs Stiftelse för Ekonomi och Teknik.  

## Andra uppdrag
Sedan 2013 är Göran Sandberg styrelseordförande i SciLifeLab. Han är dessutom professor i fysiologisk botanik vid Umeå Plant Science Centre, ett samarbete mellan institutionen för Skoglig genetik och Växtfysiologi vid SLU (Sveriges Lantbruksuniversitet) och Institutionen för fysiologisk botanik vid Umeå universitet.
Sandberg invaldes 2001 i Kungliga Skogs- och Lantbruksakademien, 2003 som ledamot av Ingenjörsvetenskapsakademien och blev 2005 ledamot av Vetenskapsakademin.

## Priser och utmärkelser (i urval)
- 2014 – Hedersdoktor vid Palacký University i Olomouc, Tjeckien[6]
- 2010 – Umeå universitets förtjänstmedalj[7]
- 2008  – H.M. Konungens medalj i 12:e storleken i serafimerordens band.[8]
- 2005 – Ingenjörsvetenskapsakademiens guldmedalj